# Lascelles Abercrombie
Lascelles Abercrombie   (Ashton upon Mersey, 9 de gener de 1881 - Hospital of St John and St Elizabeth, 27 d'octubre de 1938), conegut també com the Georgian Laureate, (Ashton upon Mersey —avui incorporada a Sale—el 9 de gener de 1881 -27 d'octubre de 1938) fou un dramaturg, poeta i crític anglès. Forma part del grup dels poetes de Dymock, amb Robert Frost i Rupert Brooke.
Estudia a Manchester. Abans de la Primera Guerra Mundial, resideix durant un temps a Dymock en el Gloucestershire, en una universitat de munitat on viuen també Rupert Brooke i Edward Thomas. El 1922, fou nomenat professor d'anglès a la universitat de Leeds. El 1929, marxa a la universitat de Londres, i el 1935, obté una plaça de professor a Oxford. Ha escrit nombroses crítiques sobre poesia.
És el germà de l'arquitecte Patrick Abercrombie.

## Obres
| Title                            | Year | Description      |
| -------------------------------- | ---- | ---------------- |
| Interludes and Poems             | 1908 | Llibre de poemes |
| Mary and the Bramble             | 1910 | Llibre de poemes |
| Deborah                          |      | Poema Dramàtic   |
| Emblems of Love                  | 1912 | Llibre           |
| Speculative Dialogues            | 1913 | Llibre en prosa  |
| An Essay Towards a Theory of Art | 1922 | Assaig           |
| Poetry, Its Music and Meaning    | 1932 | Llibre           |
| Collected Poems                  | 1930 | Llibre de poemes |
| The Sale of St. Thomas           | 1931 | Drama poètic     |